# Kabinet-Gascoyne-Cecil IV
Het kabinet-Gascoyne-Cecil IV was de uitvoerende macht van de Britse overheid van 10 november 1900 tot 12 juli 1902. Het kabinet werd gevormd door de Conservative Party en de Liberal Unionist Party.
| Ambtsbekleder                | Ambtsbekleder                | Ambtsbekleder                                                      | Functie                               | Ambtstermijn     | Ambtstermijn      | Partij                 |
| ---------------------------- | ---------------------------- | ------------------------------------------------------------------ | ------------------------------------- | ---------------- | ----------------- | ---------------------- |
|                              | Robert Gascoyne-Cecil        | Markies van Salisbury Robert Gascoyne-Cecil (1830–1903)            | Premier                               | 25 juni 1895     | 12 juli 1902      | Conservative Party     |
| Leader of the House of Lords | Robert Gascoyne-Cecil        | Markies van Salisbury Robert Gascoyne-Cecil (1830–1903)            |                                       | 25 juni 1895     | 12 juli 1902      | Conservative Party     |
| Lord Privy Seal              | Robert Gascoyne-Cecil        | Markies van Salisbury Robert Gascoyne-Cecil (1830–1903)            | 10 november 1900                      |                  | 12 juli 1902      | Conservative Party     |
|                              | Michael Beach                | Sir Michael Beach (1837–1916)                                      | Minister van Financiën                | 25 juni 1895     | 12 juli 1902      | Conservative Party     |
|                              | Henry Petty-Fitzmaurice      | Markies van Lansdowne Henry Petty- Fitzmaurice (1845–1927)         | Minister van Buitenlandse Zaken       | 10 november 1900 | 5 december 1905   | Liberal Unionist Party |
|                              | Charles Ritchie              | Charles Ritchie (1838–1906)                                        | Minister van Binnenlandse Zaken       | 10 november 1900 | 12 juli 1902      | Conservative Party     |
|                              | Spencer Cavendish            | Hertog van Devonshire Spencer Cavendish (1833–1908)                | Lord President of the Council         | 25 juni 1895     | 19 oktober 1903   | Liberal Unionist Party |
|                              | Arthur Balfour               | Arthur Balfour (1848–1930)                                         | Leader of the House of Commons        | 25 juni 1895     | 5 december 1905   | Conservative Party     |
|                              | Hardinge Giffard             | Graaf van Halsbury Hardinge Giffard (1823–1921)                    | Lord Chancellor                       | 25 juni 1895     | 5 december 1905   | Conservative Party     |
|                              | St John Brodrick             | St John Brodrick (1856–1942)                                       | Minister voor Oorlog                  | 10 november 1900 | 19 oktober 1903   | Irish Unionist Party   |
|                              | William Palmer               | Graaf van Selborne William Palmer (1859–1942)                      | Minister voor de Marine               | 10 november 1900 | 15 maart 1905     | Liberal Unionist Party |
|                              | Walter Runciman              | Gerald Balfour (1853–1945)                                         | Minister van Handel                   | 10 november 1900 | 15 maart 1905     | Conservative Party     |
|                              | John Eldon Gorst             | Sir John Eldon Gorst (1835–1916)                                   | Minister van Onderwijs                | 25 juni 1895     | 12 juli 1902      | Conservative Party     |
|                              | Aretas Akers-Douglas         | Aretas Akers-Douglas (1851–1926)                                   | Minister van Openbare Werken          | 25 juni 1895     | 12 juli 1902      | Conservative Party     |
|                              | Walter Long                  | Walter Long (1854–1924)                                            | Minister van Lokale Zaken             | 10 november 1900 | 15 maart 1905     | Conservative Party     |
|                              | Robert Windsor-Clive         | Robert Hanbury (1845–1903)                                         | Minister van Landbouw                 | 10 november 1900 | 28 april 1903     | Conservative Party     |
|                              | Henry James                  | Baron James van Hereford Henry James (1828–1911)                   | Kanselier van het Hertogdom Lancaster | 5 juli 1895      | 12 juli 1902      | Liberal Unionist Party |
|                              | Joseph Chamberlain           | Joseph Chamberlain (1836–1914)                                     | Minister voor Koloniale Zaken         | 25 juni 1895     | 16 september 1903 | Liberal Unionist Party |
|                              | George Francis Hamilton      | Heer George Francis Hamilton (1845–1927)                           | Minister voor Brits-Indië             | 25 juni 1895     | 19 oktober 1903   | Conservative Party     |
|                              | Alexander Bruce              | Heer Balfour van Burleigh Alexander Bruce (1849–1921)              | Minister voor Schotland               | 25 juni 1895     | 19 oktober 1903   | Unionist Party         |
|                              | George Wyndham               | George Wyndham (1863–1913)                                         | Minister voor Ierland                 | 10 november 1900 | 15 maart 1905     | Conservative Party     |
|                              | Charles Vane-Tempest-Stewart | Markies van Londonderry Charles Vane- Tempest- Stewart (1852–1915) | Minister voor Posterijen              | 10 april 1900    | 12 juli 1902      | Conservative Party     |
| Ambtsbekleder                | Ambtsbekleder                | Ambtsbekleder                                                      | Functie                               | Ambtstermijn     | Ambtstermijn      | Partij                 |
|                              | Charles Spencer-Churchill    | Hertog van Marlborough Charles Spencer- Churchill (1871–1934)      | Thesaurier-generaal                   | 1 juli 1899      | 12 maart 1902     | Conservative Party     |
|                              | Savile Crossley              | Sir Savile Crossley (1857–1935)                                    | Thesaurier-generaal                   | 12 maart 1902    | 5 december 1905   | Conservative Party     |
|                              | Robert Finlay                | Sir Robert Finlay (1842–1929)                                      | Advocaat-generaal                     | 5 mei 1900       | 5 december 1905   | Conservative Party     |

Russell I ·
Smith-Stanley I ·
Hamilton-Gordon ·
Temple I ·
Smith-Stanley II ·
Temple II ·
Russell II ·
Smith-Stanley III ·
Disraeli I ·
Gladstone I ·
Disraeli II ·
Gladstone II ·
Gascoyne-Cecil I ·
Gladstone III ·
Gascoyne-Cecil II ·
Gladstone IV ·
Primrose ·
Gascoyne-Cecil III ·
Gascoyne-Cecil IV ·
Balfour ·
Campbell-Bannerman ·
Asquith I ·
Asquith II ·
Asquith III ·
Asquith IV ·
Lloyd George I ·
Lloyd George II ·
Law ·
Baldwin I ·
MacDonald I ·
Baldwin II ·
MacDonald II ·
MacDonald III ·
MacDonald IV ·
Baldwin III ·
Chamberlain I ·
Chamberlain II ·
Churchill I ·
Churchill II ·
Attlee I ·
Attlee II ·
Churchill III ·
Eden ·
Macmillan I ·
Macmillan II ·
Douglas-Home ·
Wilson I ·
Wilson II ·
Heath ·
Wilson III ·
Callaghan ·
Thatcher I ·
Thatcher II ·
Thatcher III ·
Major I ·
Major II ·
Blair I ·
Blair II ·
Blair III ·
Brown ·
Cameron I ·
Cameron II ·
May I ·
May II ·
Johnson I ·
Johnson II ·
Truss ·
Sunak ·
Starmer